# Ángel Cabrera (golfista)
Ángel Cabrera (Villa Allende, Córdoba; 12 de septiembre de 1969) es un golfista profesional argentino que juega principalmente en el PGA Tour (Estados Unidos). En el circuito también es conocido como "El Pato" Cabrera. Hasta ahora, ha ganado dos de los cuatro majors, el US Open, en 2007, y el Masters de Augusta, en 2009. Es el segundo latinoamericano en ganar un torneo major luego  de De Vicenzo.
En julio del 2021 fue condenado a dos años de prisión efectiva por violencia de género, al ser encontrado culpable de golpear a su entonces pareja y amenazarla de muerte.

## Carrera
Ángel Cabrera comenzó a trabajar como caddie en el Córdoba Golf Club de Villa Allende, club originario de otro exitoso jugador de golf argentino, Eduardo Romero, que sería su mentor. Se convirtió en golfista profesional a los 20 años, y en su cuarto viaje a Europa logró clasificarse para el Tour Europeo de 1996.
Jugó su primer torneo principal en 1997 en el British Open, en el que lograría un meritorio cuarto puesto en 1999. Después de estar cerca en más de una oportunidad, su primera victoria en el Tour llegaría en el Abierto de la República de 2001. Ese mismo año terminó 7º en el US Open y 10.º en el Masters. En 2002 ganaría su segundo título en el Tour, y el primero en tierras europeas, al vencer en el Benson & Hedges Open. También terminó 9º en el Masters.
En 2004, al igual que en 2001 y 2002, finalizó en el puesto 11 de la Orden de Mérito. Más tarde, en 2005 obtuvo el Campeonato Británico de la PGA, el segundo torneo más importante que se disputa en Europa después del Abierto Británico, e ingresó por primera vez en su carrera al top 10 de la clasificación mundial, además de terminar 5º en la Orden de Mérito del Tour Europeo.
En 2006 fue 8º en el Masters y 7º en el abierto británico. En 2007 se convirtió en el segundo golfista argentino y latinoamericano en ganar un majors en toda la historia, después de Roberto De Vicenzo: Ganó el US Open en el Oakmont Country Club por un golpe de ventaja sobre Tiger Woods, por entonces número 1 del mundo.
El domingo 12 de abril de 2009 se impuso en el tradicional Masters de Augusta (EE.UU), uno de los cuatro majors, al imponerse en un desempate a Kenny Perry. Fue en el segundo hoyo del desempate, en el que antes fue eliminado Chad Campbell. De esta manera, el golfista nacido en Córdoba y formado en el Golf Club de Villa Allende se convirtió en el primer latinoamericano en adjudicarse el histórico torneo que premia a su ganador con una chaqueta verde (green jacket). Actualmente es el único jugador no estadounidense en llevarla consigo en US Open y el Máster.
A finales de 2012 tras una floja temporada logra un cierre con triunfos en el 107 Visa Open de la Argentina y una semana después gana el Cabrera Classic. En la actual temporada mantiene el nivel conseguido a fines del año anterior cosechando buenos resultados en el Pga Tour y como corolario termina segundo en el Masters de Augusta al perder en el segundo hoyo desempate ante el australiano Adam Scott, la semana posterior a este gran campeonato consigue su 8.º Abierto del Centro.
La Fundación Konex le otorgó el Premio Konex 2000 y el Premio Konex de Platino 2010 como mejor golfista de la década en la Argentina.
El 6 de julio de 2014 conquista el Torneo Greenbrier Classic disputado en la cancha de Old White TPC (West Virgina, USA) válido por la gira del PGA Tour. El score obtenido fue de 264 golpes (68-68-64-64 = 16 bajo el par) lo que le alcanzó para imponerse por dos golpes a su inmediato seguidor, el estadounidense George McNeill, quien había finalizado 14 bajo el par gracias a una ronda final de 61 golpes. Además de llevarse un premio de USD 1.170.000 este logro le permite retener la tarjeta del PGA Tour por dos temporadas más. Cabrera juega un brillante fin de semana y el momento emblemático de su conquista lo alcanza durante la última vuelta en el par 4 del 13, donde consigue embocar con su hierro 8 desde 176 yardas logrando un águila. En el año 2017 ganó junto a su hijo el torneo PNC Father/Son Challenger, una competición que reúne a 20 parejas y se disputa desde el año 1995.

## Vida personal
Ángel Cabrera nació el 12 de septiembre de 1969 en Villa Allende, Córdoba (Argentina). Su padre, Miguel, se ganaba la vida haciendo tareas menores y reparaciones, y su madre trabajaba como empleada doméstica. Ángel tenía tres o cuatro años cuando sus padres se separaron. Se quedó al cuidado de su abuela paterna.
Se quedó con ella hasta que tenía 16 años, cuando se mudó a unos metros de distancia, a la casa de Silvia, doce años mayor que él, y madre de cuatro niños. Tuvieron un hijo, Federico, seguido por otro, Ángel Jr. Ángel y Silvia nunca estuvieron formalmente casados, y están oficialmente separados desde 2009.
En 2013 se hizo público que el golfista profesional argentino estaba en pareja con la cantante y actriz Coki Ramírez. La relación duró hasta mayo de 2015.

### Violencia de género
El golfista fue denunciado por su expareja Cecilia Torres Mana de violencia de género. Su expareja, aparentemente oficial de la Policía de Córdoba, habría ido en su ayuda cuando volvía a la casa en estado de ebriedad, momento en que "se encontró con la camioneta del deportista en una estación de servicio de la zona y a Cabrera hablando con otra mujer. Esto habría decantado en una fuerte discusión que fue subiendo de tono. Según las versiones, Cabrera subió a su vehículo y chocó al de Torres, antes de partir rumbo a la casa de ella en un country de la zona. Ella logró interceptarlo en la guardia del complejo y sostienen que allí Cabrera, de 47 años, la insultó y la golpeó". En otra oportunidad reveló un vídeo donde se observa como el golfista la insulta muy violentamente y compartió fotos de moretones provocados por el hombre. Por estos sucesos lo imputaron por lesiones.
Otra expareja llamada Micaela Escudero también lo denunció por violencia de género, logrando obtener una orden de restricción para que no se acerque a ella y también logrando que lo imputaran por sus agresiones físicas y verbales.
El golfista Ángel “El Pato” Cabrera fue condenado a dos años de prisión efectiva. Fue en el marco de la causa en la que fue acusado por su expareja Cecilia Torres Mana. La Justicia lo encontró responsable de lesiones leves, mediando violencia de género, y hurto.

## European Tour & PGA Tour
- 2001 - Abierto de la República
- 2002 - Benson & Hedges International Open
- 2005 - Campeonato Británico de la PGA
- 2007 - US Open
- 2009 - Masters de Augusta
- 2013 - Subcampeón Masters de Augusta
- 2013 - Abierto del Centro (Córdoba - Argentina PGA TOUR)
- 2014 - The Greenbrier Classic (White Sulphur Springs, West Virginia - PGA TOUR)
- 2025 - James Hardie Pro Football Hall of Fame Invitational (The Old Course at Broken Sound Club FL- PGA TOUR CHAMPIONS)
- 2025 - Regions Tradition (Greystone Golf & Country Club - Birmingham, AL - PGA TOUR CHAMPIONS)
- 2025 - Senior PGA Championship (Congressional Country Club - Bethesda, MD - PGA TOUR CHAMPIONS)

## Otros torneos
- 1991 - Gran Premio San Diego
- 1992 - Torneo Norpatagónico
- 1994 - Gran Premio Villa Gesell, Abierto del Sur, Abierto del Centro, Gran Premio Náutico Hacoaj
- 1995 - Abierto de Paraguay, Abierto de Colombia, Abierto del Litoral
- 1996 - Volvo Masters of Latin America, Abierto de Granadilla, Abierto de Viña del Mar
- 1997 - Abierto del Centro
- 1998 - Abierto de Brasil, PGA Argentino
- 1999 - Abierto de Brasil, Torneo de Maestros
- 2000 - Abierto del Centro, Clásico Llao Llao
- 2001 - Abierto del Centro, Torneo de Maestros
- 2002 - Abierto de la República, PGA Argentino
- 2004 - Abierto del Sur, Abierto del Norte
- 2005 - Torneo de Maestros, Abierto del Centro
- 2006 - Abierto del Centro
- 2007 - Abierto de Singapur (Tour Asiático), Grand Slam of Golf, Abierto del Centro, Torneo de Maestros
- 2012 - 107 Visa Open de Argentina, PGA Tour Latinoamérica
- 2012 - Euromayor Cabrera Classic 2012, TPG Tour
- 2013 - 82 Abierto OSDE del Centro, PGA Tour Latinoamérica
- 2017 - PNC Father/Son Challenge (Con Ángel Cabrera Jr)

## Partidos de selecciones
- Copa Alfred Dunhill (Argentina): 1997, 1998, 2000
- Copa Mundial de Golf (Argentina): 1998, 1999, 2000, 2001, 2002, 2003, 2004, 2005
- Copa de Presidentes (equipo internacional): 2005, 2007, 2009 y 2013.